# Milot (Albanië)
Milot is een plaats en voormalige gemeente in de stad (bashkia) Kurbin in de prefectuur Lezhë in Albanië. Sinds de gemeentelijke herindeling van 2015 doet Milot dienst als deelgemeente en is het een bestuurseenheid zonder verdere bestuurlijke bevoegdheden. De plaats telde bij de census van 2011 8461 inwoners.